# Lucrinói-tó
A Lucrinói-tó (olaszul Lago di Lucrino, latinul Lucrinus Lacus) egy tó Olaszország Campania régiójában, az Avernói-tótól északra. 
A Pozzuoli-öböltől mindössze egy kis földnyelv választotta el, amelyen egykoron a Via Herculanea római út haladt keresztül. A legendák szerint ezt az utat Héraklész építette. Később Marcus Vespasianus Agrippa római generális parancsára az utat elbontották és a tavat kikötővé alakították át. Ugyanekkor egy csatorna is épült, mely összekötötte az Avernói-tóval. 
A mai tó mérete (olasz nyelven „maricello” azaz kis tenger) mérete jelentősen lecsökken a Monte Nuovo vulkáni kúpjának 1538-as kiemelkedését követően. Az egykori földnyelv maradványai napjainkban csak a víz alatt láthatók. 1922-ben a tó fenekén kénes források törtek fel és a tó halállománya elpusztult a források mérgező anyagától.
A római időkben halászok laktak partjain illetve jelentős osztrigatenyészetnek adott helyet, amely napjainkban is híres és melyet i. e. 100 körül alapított Sergius Orata római szenátor. E vállalkozása mérhetetlen haszonnal járt, állítólag innen származik a tó neve is (a „lucrum”  latinul am. haszon).
A Lucrinói-tó partja a Baiae-ban nyaraló rómaiak egyik kedvenc kirándulóhelye volt. A tó keleti partján állt Cicero villája, amely 1538-ban víz alá került. A legendák szerint a villa kertjében egyik nap meleg vizű forrás tört fel, amelyet szembetegségek gyógyítására használtak. Augustus császárságának kezdetén a tó – a tengerrel összekötve – hadikikötő lett, neve Portus Julius volt. Ekkor kobozták el a villát, a katonaság számára. 
A tó partján ma strandfürdők épületei, nyári vendéglők és nyaralók sorakoznak.

## Fordítás
Ez a szócikk részben vagy egészben  a   Lucrinus Lacus című angol Wikipédia-szócikk ezen változatának fordításán alapul.  Az eredeti cikk szerkesztőit annak laptörténete sorolja fel. Ez a jelzés csupán a megfogalmazás eredetét és a szerzői jogokat jelzi, nem szolgál a cikkben szereplő információk forrásmegjelöléseként.